# Wolfwil
Wolfwil – miejscowość i gmina w północnej Szwajcarii, w kantonie Solura, w jednostce administracyjnej (Amtei) Thal-Gäu, w okręgu Gäu. Leży nad rzeką Aare.

## Demografia
We Wolfwil mieszka 2385 osób. W 2022 roku 11,1% populacji gminy stanowiły osoby urodzone poza Szwajcarią. 

## Transport
Przez teren gminy przebiega droga główna nr 268.